# Литохорци
Литохорци (на гръцки: Λιτοχωρίτες, Литохоритес, единствено число Λιτοχωρίτης, Литохоритис) са жителите на град Литохоро, Егейска Македония, Гърция. Това е списък на най-известните от тях.

## Родени в Литохоро
А — Б — В — Г — Д –
Е — Ж — З — И — Й –
К — Л — М — Н — О –
П — Р — С — Т — У –
Ф — Х — Ц — Ч — Ш –
Щ — Ю — Я

### А
- Анастасиос, гръцки зограф от XIX век, автор на иконата на Свети Григорий Палама (1825) в католикона на манастира Влатадес в Солун и на иконата на Свети Йоан Богослов и Свети Прохор (1828) в „Свети Георги“ в Солун[1]
- Анастасиос, гръцки зограф от XIX век, автор на иконите „Кръщение“ (1852) и „Възкресение“ (1852) в „Света Троица“ в Ритини[2]

### Г
- Георгиос Пападопулос (Γεώργιος Παπαδόπουλος ή Παπαδημητρίου ή Αναγνώστης), гръцки андартски деец, четник[3]

### Д
- Давид Дзюмакас (р. 1958), гръцки духовник
- Димитриос Балатос (Δημήτριος Μπαλάτος), гръцки андартски деец от трети клас[3]
- Димитриос Цалопулос (1871 – 1962), гръцки юрист и политик

### Е
- Евангелос Коровангос (? – 1895), гръцки революционер

### З
- Захар Аркас (1793 – 1866), руски офицер, историк и археолог

### И
- Игнатий III Ардамерски (? - около 1870), гръцки духовник
- Илияс Ригопулос (Ηλίας Ρηγόπουλος), гръцки андартски деец от втори клас[3]

### Й
- Йоанис Анастасиу, гръцки зограф от XIX век
- Йоанис Захуданис (Ιωάννης Ζαχουδάνης), гръцки андартски деец от трети клас, водач и разузнавач на четата на Малеас[3]

### К
- Константинос Хрисиотис (Κωνσταντίνος Χασιώτης), гръцки андартски деец, куриер и водач на четата на Малеас, връзка с Лариса[3]

### Л
- Лапас (? – 1785), гръцки хайдутин

### Т
- Теоклит I Китроски (около 1805 - 1865), гръцки духовник
- Трендафилос Тилеграфос (Τριαντάφυλλος Τηλέγραφος), гръцки андартски деец от трети клас[3]

### К
- Христос Какалос (1882 - 1976), гръцки планинар, изкачил пръв Олимп в модерната епоха

## Свързани с Литохоро
- Николай Аркас (1816 — 1881), руски офицер и държавник, по произход от Литохоро
- Николай Аркас (1853 — 1909), руски и украински писател, историк и композитор, по произход от Литохоро
- Николай Аркас (1880 — 1938), украински офицер, по произход от Литохоро
- Николай Аркас (1898 — 1980), украински историк, по произход от Литохоро